# Torf-Einarr
Einarr Rögnvaldarson (... – 910 circa) spesso chiamato con il nomignolo di  Torf-Einarr ("Einarr della torba") fu un condottiero vichingo che divenne Conte delle Orcadi.
Figlio di uno Jarl e di una concubina, l'ascesa al potere di Einarr è narrata nelle saghe, soprattutto nei capitoli 6-8 della Saga degli uomini delle Orcadi, l'ultimo dei quali riporta anche versi scaldici composti dallo stesso Einarr. Dopo aver lottato aspramente per il controllo delle Isole Settentrionali della Scozia e aver questionato con la casa reale norvegese Einarr fondò una dinastia destinata a governare sulle Isole Orcadi per secoli
Come narrato nel capitolo 7 della Saga degli uomini delle Orcadi, fu il primo a estrarre torba da Torfnes (oggi Tarbat Ness, vicino a Portmahomack, in Scozia) per usarla come combustibile sulle isole povere di alberi.

## Fonti
Le fonti che si hanno sulla vita di Torf sono tutte riconducibili alle saghe norvegesi nessuna delle quali fu scritta mentre era in vita. La Saga degli uomini delle Orcadi vide la luce in Islanda all'inizio del XIII secolo e molte delle informazioni che contiene non sono facili al riscontro, Torf è menzionato anche nella coeva Heimskringla mentre è andata persa la Torf-Einarr's Saga, solo un breve passo è citato nella Landnámabók, quei pochi versi, attribuiti alla penna dello stesso Torf, raccontano della sua lotta contro Halfdan Hålegg (gambe lunghe), figlio di Harald I di Norvegia e costituiscono la fonte primaria di coloro che scrissero su di lui.

### Storicità
Benché fonti parlano di lui come di un grande guerriero con molti tratti comuni al dio Odino, storicità della figura di Torf sia fuor di questione. Non di meno le saghe sono talvolta ricorse ad espedienti letterari, come la scena in cui suo padre sembra umiliarlo, che costituisce un classico della letteratura norrena.
Anche il rapporto dei tre fratelli si presta ai modelli letterari: sembra che le saghe vogliano rendere l'idea che Thorir fosse il figlio docile che si era ben felici di avere appresso, mentre Hrolluag viene visto come un uomo di pace, solo Torf, aggressivo che minaccia la posizione del padr,e può essere spedito nelle pericolose Orcadi.
Nella Landnámabók è presente l'ugualmente aggressivo Hrolfr che è già in Normandia.

## La famiglia
Torf nacque in data imprecisata da Ragnvald Eysteinsson, ultimo dei suoi figli cui venne imposto il nome di Einar, suo padre era conte di Møre og Romsdal in Norvegia, sua madre una donna il cui nome è ignoto. Secondo l'Historia Norvegiæ la famiglia di Ragnvald conquistò le Isole Orcadi e le Isole Shetland nel tardo IX secolo. Il fratello maggiore Sigurd Eysteinsson assunse il titolo di Conte delle Orcadi e dopo la sua morte in battaglia il titolo venne ereditato dal figlio Guthorm che morì poco dopo. A quel punto Ragnvald mandò uno dei suoi figli, Hallad, a prendere il controllo delle isole.
La Saga degli Uomini delle Orcadi vuole che Torf avesse cinque fratelli incluso Hallad. Ivar rimase ucciso in una campagna militare al fianco di Harald I di Norvegia che donò alla famiglia le Isole del Nord a titolo di risarcimento. Hrólfr, che secondo le saghe era così grosso che nessun cavallo poteva portarlo si guadagnò il soprannome di "Göngu-Hrólf (Hrólfr il Camminatore) e gli autori delle saghe lo identificano con Rollone antenato dei Duchi di Normandia a questi si aggiunge Thorir il Silenzioso ultimo dei figli che Ragnvald ebbe dalla moglie Ragnhild, questo secondo la Saga degli Uomini delle Orcadi, la Heimskringla la chiama Hild, Torf, Hallad e Hrollaug erano tutti figli naturali che, secondo le saghe, divennero uomini mentre i fratelli erano ancora bambini.
Lo scrittore Ari Þorgilsson nella Landnámabók, che attinge, come detto, alla perduta Saga di Torf-Einarr, scrive che Torf ebbe una figlia, Thordis, che a sua volta ebbe un altro figlio Einar che tentò vanamente di farsi accettare dagli abitanti delle Orcadi e per questo se ne andò in Islanda con i fratelli. Lo scrittore cita altri due figli di Torf, Eyjolf e Ljot e scrive di come Torf fosse brutto e cieco da un occhio, ma non di meno dalla vista acuta.

## Il conte dal lungo regno
Il fratello Hallad si dimostrò incapace di mantenere il controllo sulle Orcadi a causa delle incursioni continue dei pirati danesi, egli quindi lasciò il contado preferendo tornare in patria quale comune proprietario terriero. Ragnavald quindi convocò altri due dei suoi figli, Thorir ed Hrolluag chiedendo loro chi voleva andare laggiù. Thorir rispose che la decisione era del padre e questi disse che mentre il destino del primo sarebbe stato in Norvegia, l'altro avrebbe visto fortuna in Islanda. Fu quindi Torf, il più giovane dei suoi figli naturali, a offrirsi di andare nelle Orcadi, secondo le cronache Ragnvald non fu particolarmente entusiasta poiché per parte di madre veniva da una famiglia di schiavi cosa che sembrava renderlo inadatto al comando, ma poiché non v'era scelta sarebbe dovuto partire prima possibile. Ragnavald quindi gli diede una nave e un equipaggio forse sperando che non avrebbe più rivisto il figlio, nonostante i dubbi paterni quando Torf arrivò sulle isole sconfisse due pirati danesi, Þórir Tréskegg e Kálf Skurfa che si erano insediati colà. Torf si insediò come conte di un territorio compreso fra gli arcipelaghi di Orcadi e Shetland.
Dopo che Torf si era stabilito nelle Orcadi due dei figli di Harald I, Halvdan Hålegg e Gudrød Ljome, uccisero Ragnvald attirandolo in una casa che diedero fuoco, Gudrød prese possesso delle terre di Ragnvald, mentre l'altro si diresse ad ovest per spodestare Torf. Le fonti vogliono che Harald disdegnasse le azioni dei figli, avrebbe quindi spodestato Gudrød dai nuovi possedimenti per darli a Thorir e nel mentre Torf, dal Caithness resisteva agli attacchi di Halvdan. I due si scontrarono in due aspre battaglie, una per mare e una in terra e infine Torf gli diede la caccia fino all'isola di North Ronaldsay dove, secondo le saghe venne ucciso e sacrificato ad Odino secondo il rituale dell'Aquila di sangue.
L'Historia Norvegiæ registra la morte di Halvdan per mano di Torf, ma non è esplicita circa le circostanze della morte, il sacrificio dell'aquila di sangue potrebbe benissimo essere un'invenzione degli autori perché non figura nei versi più antichi degli scaldi che dicono solo che egli fu ucciso da un colpo di lancia.
Le saghe quindi riportano che Harald cercò vendetta per la morte del figlio, ma non riuscì a spodestare Torf, alla fine il re accettò di porre fine alla controversia accettando un pagamento di 60 marchi d'oro e la proprietà allodiale delle isole. Torf quindi si offrì di pagare la somma per intero se i proprietari terrieri "in allodio" avessero acconsentito a passare le terre a lui, cosa che effettivamente avvenne. La sua entrata in proprietà delle terre è ben registrata.
Le saghe incorrettamente affermano che il suo soprannome derivi dal fatto che egli introdusse l'uso di bruciare erba o torba poiché il legno era scarso, in realtà tale pratica era consolidata e l'origine del soprannome resta ignota.

## Morte e discendenza
Da lì in poi il regno di Torf continuò incontrastato per lungo tempo ed egli morì di malattia nel proprio letto e a dispetto della menomazione all'occhio e della sua bassa ascendenza materna lasciò tre figli di cui uno, Thorfinn Torf-Einarsson, gli succedette e la famiglia governò le Orcadi fino al 1470. Molte fonti datano la sua morte attorno al 910, altri la spostano in avanti anche di dieci o vent'anni stante l'età dei suoi figli.